# 노부인의 방문

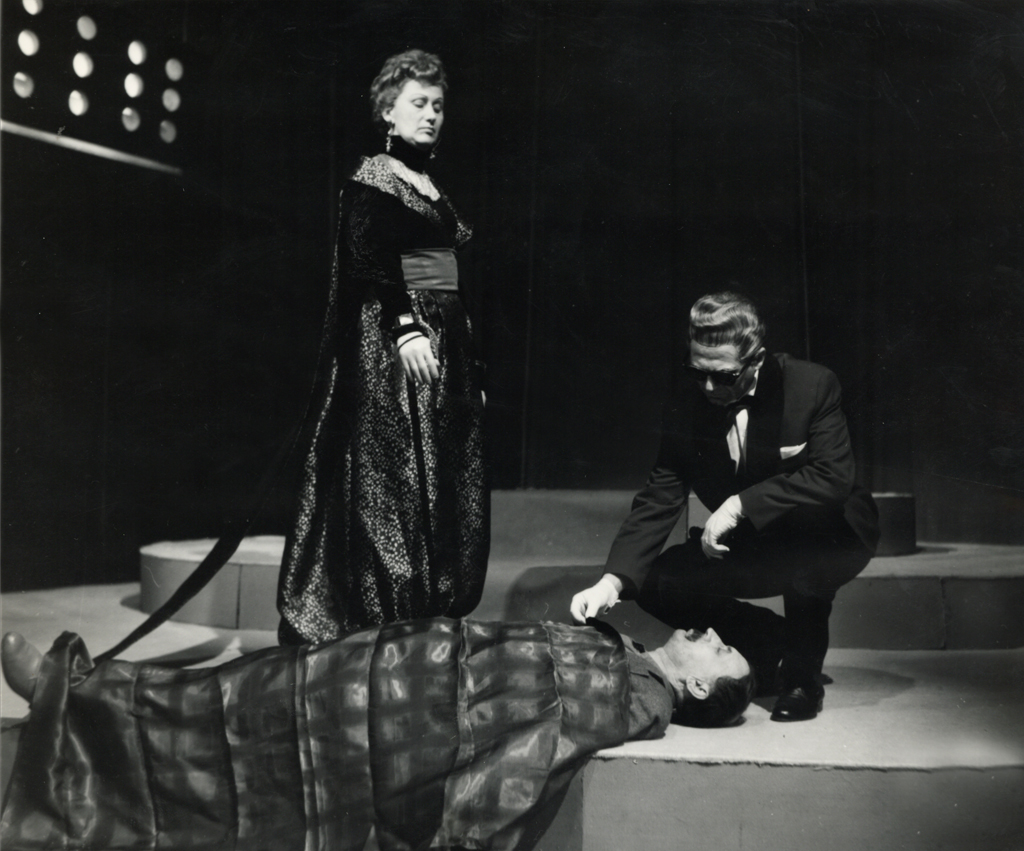

《노부인의 방문》(독일어: Der Besuch der alten Dame)은 1956년 발표된 프리드리히 뒤렌마트의 희곡이다.

## 개요
현대 스위스의 대표적 극작가인 프리드리히 뒤렌마트의 3막극. 그는 막스 프리슈와 쌍벽을 이루는 스위스 작가이다. <노부인의 방문>은 1956년의 작품으로서 50년대 말에 취리히에서 초연되었다. 우리나라에서는 1968년 12월에 강두식(姜斗植) 역, 이승규(李昇珪) 연출로 극단 '가교(架橋)'에 의해서 초연되었고 그 이후 여러 극단들이 자주 공연한 인기 레퍼터리가 되었다. 뒤렌마트는 근원적으로 인생이란 무의미한 것이며 인간은 타락하기 쉬운 동물이라고 본다. 그의 작품들에는 두 개의 주제가 관류(貫流)하고 있는데, 그것은 권력과 죽음의 문제이다. 이 주제가 <노부인의 방문>에 그대로 나타나고 있다. 인간은 피할 수 없는 죽음을 의식하고 일생동안 무엇인가를 성취시키려 하지만 그같은 노력은 죽음의 공허성 앞에서 한갓 무의미한 것이 되고 만다. 인간의 존재란 죽음 앞에서 어리석고 우스꽝스러운 것이라는 이야기이다. 그의 두번째 주제는 권력의 소유에 의한 인간의 타락이다. 권력이란 선을 위하여 창조되었으나 결과적으론 그것을 소유한 자에 의하여 타락을 면할 수 없게 된다는 것이다. <로물로스 대제>가 바로 그런 문제를 다룬 작품이다. <노부인의 방문>은 뒤렌마트를 세계적인 작가로 발돋움시켜 준 작품으로서 차하나씨안이란 부인(고급창녀)이 큰 부자가 되어 실연의 설움을 안고 떠났던 몰락 직전의 고향도시를 30여년 만에 찾아오는 데서 이야기는 시작된다. 그 부인은 자기 고향사람들에게 자기를 배신했던 옛애인 안톤을 살해하는 대가로 10억 마르크를 희사하겠다고 제의한다. 시민들은 이 비인도적인 제의에 분개하여 처음에는 단호히 거절한다. 그러나 시간이 갈수록 시민들의 마음은 황금 쪽으로 기울고 각종 물건들을 외상으로 사들이는 등 분위기가 변하기 시작한다. 그리하여 마침내는 차기 시장 물망에까지 오른 안톤의 구명운동도 외면하고 그의 살해에 동조하면서 그들의 변심을 합리화 내지 정당화해간다. 결국 살인이 저질러질 뿐만 아니라 그 살인행위가 민주적인 절차까지 거쳐서 진행된다. 그리고 그 부인은 안톤의 시체를 가지고 다시 고향도시를 떠나간다는 이야기이다. 뒤렌마트는 여기에서 인류가 그의 이익을 위해서는 얼마나 쉽게 타락할 수 있는가를 보여주며 인간정신에 대한 그 자신의 환멸을 비극적으로 말하기도 한다. 그러나 동시에 뒤렌마트는 안톤의 수난과 비극적 승화를 통하여 개인에 대한 신뢰의 일단을 술회하고 있는 점에서 긍정적인 면모를 보여주기도 한다.